# Otto Halpern
Otto Halpern (* 25. April 1899 in Wien; † 28. Oktober 1982 in London)  war ein österreichischer theoretischer Physiker.

## Leben
Halpern war der Sohn eines Arztes, besuchte das Akademische Gymnasium in Wien und studierte an der Universität Wien bei Hans Thirring und wurde 1922 promoviert (Zur Photophorese). Danach war er Assistent bei Thirring. Seine 1926 angestrebte Habilitation wurde aus antisemitischen Gründen an der Universität von einer – Bärenhöhle genannten – rechtsgerichteten Clique von Professoren um den Paläontologen Othenio Abel hintertrieben. Das Habilitationsverfahren wuchs sich zu einem Skandal aus. Seine wissenschaftliche Eignung war unbestritten, seine Gegner konstruierten aber persönliche Nichteignungs-Gründe (kollegiale Unverträglichkeit). Die Kommission stimmte zwar eindeutig für Halpern, das Professorenkollegium einen Monat später aber dagegen. Halpern prozessierte gegen die Entscheidung und erzielte auch Teilerfolge vor Gericht, was ihm aber an der Universität nichts nützte. 1932 unterlag er auch vor dem Verwaltungsgericht.  
Halpern hatte schon vorher die Pläne für eine Karriere in Wien aufgegeben und war 1928/29 mit einem Rockefeller-Stipendium zu Werner Heisenberg nach Leipzig gegangen, der ihn in die USA weiterempfahl. 1930 ging er nach New York und wurde Professor an der New York University. Dort arbeitete er mit Gregory Breit und wurde nach dessen Weggang 1934 Vorsitzender der Physik-Fakultät. Er befasste sich dort mit unterschiedlichsten Gebieten der theoretischen Physik (insbesondere Neutronenphysik) und war aktiv im wöchentlichen theoretischen Kolloquium der New Yorker Physiker an der Columbia University. 1931 wurde er Fellow der American Physical Society.
Im Zweiten Weltkrieg arbeitete er in der Radarforschung am Radiation Laboratory des MIT und erfand einen Anstrich für Flugzeuge, der das Radarecho minimierte (Halpern Anti Radar Paint beziehungsweise HARP). Die Erfindung wurde damals als geheim eingestuft und Halpern erhielt kein Patent. Nach dem Krieg erstritt er sich vor Gericht in einem Prozess, der bis vor den Obersten Gerichtshof ging von der US-Regierung eine hohe Abfindung (1960 rund 340.000 Dollar). Für die Erfindung erhielt er auch die Science Defense Department Medal.
Nach dem Krieg ging er nach Südkalifornien und an das Lawrence Radiation Laboratory in Berkeley. Dort blieb er bis zu einem Autounfall 1961. Er war aber weiter wissenschaftlich aktiv und zog 1965 nach Wien (wo er drei Jahre lebte) und dann nach London.
Er übersetzte und bearbeitete die Statistische Mechanik von Ralph H. Fowler ins Deutsche (1931). Er war auch mit Rabi einer der Entdecker von Julian Schwinger, mit dem er 1935 publizierte, als dieser gerade 16 Jahre alt war. Eine Arbeit von 1937 mit Montgomery H. Johnson über Neutronenstreuung (und die Wechselwirkung des magnetischen Moments des Neutrons mit dem Magnetfeld des Streuzentrums) war einflussreich für die Anwendung der Neutronenstreuung in der Festkörperphysik, wofür Clifford Shull mit anderen den Nobelpreis erhielt. Mit Hans Thirring veröffentlichte er ein frühes Buch über Quantenmechanik. Er schrieb Artikel über Statistik und Relativitätsmechanik im Handbuch der Physik von Geiger/Scheel.
Zu seinen Doktoranden in den USA zählten Theodore Holstein (1915–1985) und Morton Hamermesh.

## Schriften
- mit Hans Thirring: The elements of the new quantum mechanics, London, Methuen 1932